# Зобов'язальне право
Зобов'яза́льне пра́во — підгалузь цивільного права, норми якої регулюють відносини майнового обігу, що виникають при переході матеріальних та інших благ від однієї особи до іншої.
Норми зобов'язального права об'єднані в окрему книгу Цивільного кодексу України, яка регулює загальні засади встановлення, виконання та припинення зобов'язань, правові наслідки їхнього порушення, а також окремі види зобов'язань (договорів).

## Характеристика зобов'язального права
Майнові відносини, врегульовані нормами цивільного права, набувають характеру цивільно-правових зобов'язальних відносин або цивільно-правових зобов'язань. Разом із тим, термін «зобов'язання» вживають і в іншому значенні, розуміючи під зобов'язанням обов'язок, борг якоїсь особи. Зобов'язанням також називають документ (боргову розписку), в якому зафіксовано чийсь обов'язок, наприклад, повернути позикову суму грошей.

### Поняття
Зобов'язальним правом регулюються виключно відносини економічного обороту, тобто ті, що виникають при переході від однієї особи до іншої таких матеріальних та інших благ, які набули форми товару. Товарної форми можуть набувати не тільки речі, а й інші види об'єктів, наприклад, послуги, майнові права, деякі нематеріальні блага, зокрема результати творчої діяльності, інформація тощо.
Норми зобов'язального права опосередковують відносини щодо придбання майна у власність, передачі майна в користування, виконання робіт, надання послуг, використання об'єктів права інтелектуальної власності та ін.
Вони також, визначають порядок переходу майна від продавця до покупця за договором купівлі-продажу; від наймодавця до наймача за договором найму; порядок виконання підрядником робіт за договором підряду; надання послуг за договорами про надання послуг тощо.

### Система
Зобов'язальне право як підгалузь цивільного права має власну розгалужену систему, яка розширюється та ускладнюється в процесі розвитку потреб учасників майнового обороту. Воно поділяється на Загальну та Спеціальну частини, що складаються з численних інститутів та субінститутів.

#### Загальна частина
Загальна частина зобов'язального права включає загальні положення про:
- зобов'язання - поняття зобов'язання, підстави виникнення, способи та забезпечення виконання, підстави припинення, правові наслідки порушення зобов'язань;
- договір - поняття та умови договору, порядок його укладення, зміни і розірвання.

Договір становить найпоширенішу підставу виникнення зобов'язань. Загальні правила поширюються на всі види зобов'язань.

#### Спеціальна частина
Кожний вид зобов'язань має свої особливості, що зумовлює їх відносну самостійність та існування окремих інститутів та субінститутів зобов'язального права. Положення стосовно окремих видів зобов'язань становлять Спеціальну частину зобов'язального права. Більшість з них встановлено на регулювання відносин, які виникають на підставі різного роду договорів, і в своїй сукупності становлять договірне право. 
Інші положення Спеціальної частини регламентують правовідносини, що виникають з односторонніх правомірних або неправомірних дій (деліктів), і становлять окремий інститут недоговірних зобов'язань. Такі зобов'язання є формою цивільно-правової відповідальності за правопорушення, що становлять відхилення від норми, нормальних економічних зв'язків. Тому їх відокремлено від інших зобов'язань і поєднано в Цивільному кодексі України в самостійний підрозділ.

## Загальна характеристика зобов'язальних правовідносин
Зобов'язанням є правовідношення, в якому одна сторона (боржник) зобов'язана вчинити на користь другої сторони (кредитора) певну дію (передати майно, виконати роботу, надати послугу, сплатити гроші тощо) або утриматися від певної дії, а кредитор має право вимагати від боржника виконання його обов'язку.

### Ознаки зобов'язання
Зобов'язальні правовідносини становлять чи не найбільший пласт цивільно-правових відносин. Вони характеризуються низкою відмінних ознак, що виокремлюють їх серед інших суспільних відносин.
- Суб'єкти мають юридичне рівне положення;
- Визначене коло осіб-учасників зобов'язання - суб'єктів (боржник та кредитор);
- Більшість зобов'язань виникає з договорів;
- Зміст прав і обов'язків може визначатися на розсуд суб'єктів зобов'язання;
- Об'єктом зобов'язання можуть бути дії;
- Зобов'язання опосередковують динаміку цивільного обігу;
- Зобов'язання мають санкції;

### Елементи зобов'язання
Оскільки зобов'язання являє собою вид правовідносин, його складовими елементами: суб'єкт, об'єкт і зміст.

#### Суб'єкт
Суб'єктами зобов'язання є його сторони: управомочена сторона — кредитор і зобов'язана сторона — боржник. У деяких зобов'язаннях один із суб'єктів виступає виключно як кредитор, інший — виключно як боржник. Наприклад, у договорі позики позикодавець є виключно кредитором, а позичальник — виключно боржником. Однак у переважній більшості випадків кожний із суб'єктів зобов'язання є водночас і кредитором, і боржником.

Якщо кожна із сторін у зобов'язанні має одночасно і права, і обов'язки, вона вважається боржником у тому, що вона зобов'язана вчинити на користь    другої сторони, і одночасно кредитором у тому, що вона має право вимагати від неї .

Однак існують також зобов'язання, у яких може бути декілька кредиторів та/або боржників. 

У зобов'язанні на стороні боржника або кредитора можуть бути одна або одночасно кілька осіб .

Йдеться про зобов'язання з множинністю суб'єктного складу. Виділяють три види зобов'язань з множинністю осіб:
- зобов'язання з активною множинністю осіб (декілька кредиторів та один боржник);
- зобов'язання з пасивною множинністю осіб (декілька боржників та один кредитор);
- зобов'язання зі змішаною множинністю осіб (декілька кредиторів та декілька боржників);

Залежно від співвідношення обсягу прав або обов'язків між співкредиторами або співборжниками зобов'язання з множинністю суб'єктного складу поділяють на часткові та солідарні.
У часткових зобов'язаннях кожний із кредиторів має право вимагати виконання, а кожний із боржників повинен виконати обов'язок у рівній частці.
У солідарних зобов'язаннях обсяг прав та обов'язків співкредиторів або співборжників визначається за значно складнішими правилами, ніж у попередньому випадку. Солідарний обов'язок або солідарна вимога виникають у випадках, встановлених договором або законом, зокрема у разі неподільності предмета зобов'язання.
Боржник, який виконав солідарний обов'язок, має право на зворотну вимогу (регрес). Внаслідок виконання солідарного обов'язку боржником між ним та іншими солідарними боржниками виникає регресне зобов'язання. 
Регресне зобов'язання є наслідком існування і припинення основного зобов'язання, за яким боржник виконав обов'язок (здійснив платіж кредиторові) замість третьої особи або через її вину. Кредитором у регресному зобов'язанні стає колишній боржник за основним зобов'язанням, що припинилося внаслідок здійсненого ним виконання. А боржником у регресному зобов'язання стає та особа, замість якої або через вину якої здійснено платіж за основним зобов'язанням.
Слід мати на увазі:
- виникнення регресного зобов'язання обумовлене виконанням основного зобов'язання.
- обсяг регресного зобов'язання, за загальним правилом, не може перевищувати суми (вартості майна), сплаченої (переданого) за

основним зобов'язанням .
- за регресним зобов'язанням перебіг позовної давності починається від дня виконання основного зобов'язання [8].

У житті виникають ситуації, коли боржник з уваги на ті чи ті обставини не може виконати свого обов'язку, тому задля вдоволення вимог кредитора залучаються інші особи. На цій підставі у цивільному праві виокремлюють основні та субсидіарні зобов'язання. Основне зобов'язання є необхідною передумовою субсидіарного зобов'язання, оскільки останнє є додатковим до нього і виникає тільки у випадку невиконання або часткового виконання основного зобов'язання. Таким чином, основне та субсидіарне зобов'язання співвідносяться як основне та додаткове.
Сторонами у зобов'язанні можуть виступати як фізичні, так і юридичні особи приватного та публічного права, тобто всі учасники цивільних відносин, зазначені в ст. 2 Цивільного кодексу. Разом з тим, норми актів цивільного законодавства можуть містити певні обмеження щодо суб'єктного складу окремих видів зобов'язань. Вказане головним чином стосується зобов'язань, які виникають на підставі договору.
У законі може міститися пряма вказівка на те, що відповідною стороною зобов'язання є тільки фізична особа (замовник за договором побутового підряду або за договором перевезення пасажирів, відчужувач майна за договором довічного утримання, відчужувач у спадковому договорі тощо). У багатьох зобов'язаннях, що стосуються окремих сфер діяльності, однією із сторін може бути тільки юридична особа, створена у визначеній організаційно-правовій формі (банк або інша фінансова установа у кредитному договорі, у договорі банківського вкладу, у договорі банківського рахунку).
Окрім сторін у зобов'язанні можуть брати участь треті особи (інші особи, які не є його суб'єктами). Останні, як правило, пов'язані або
з кредитором, або з боржником певним правовим зв'язком.
У цивільному праві виділяють зобов'язання за участю третіх осіб, які поділяються на два види: 
- зобов'язання на користь третьої особи (договір на користь третьої особи);
- зобов'язання, що виконуються третьою особою;

У зобов'язанні може відбутися заміна сторін. 

#### Об'єкт
Об'єктом зобов'язання є дія, здійснення якої (або утримання від якої) кредитор має право вимагати від боржника. При цьому першочергового значення набуває саме активна поведінка боржника, покладення на боржника обов'язку щодо здійснення ним відповідних дій. Пасивна поведінка боржника (утримання від вчинення певних дій) зазвичай виступає лише доповненням або наслідком його активної поведінки і вважається такою, що не може бути самостійним юридичним об'єктом зобов'язання.
У зобов'язанні виділяють окрім юридичного матеріальний об'єкт. Ним виступає певне матеріальне благо, з приводу якого суб'єкти вступають у зобов'язальні правовідносини і яке становить безпосередній інтерес для управомоченої сторони.
У зобов'язанні може бути декілька юридичних і матеріальних об'єктів. Якщо обидва суб'єкти виступають у зобов'язанні одночасно як кредитор і боржник, то в ньому буде два юридичні об'єкти.

#### Зміст
Зміст зобов'язання, включає суб'єктивне право і відповідний йому обов'язок. Суб'єктивне право, що належить управомоченій стороні у зобов'язанні (кредитору), називають правом вимоги, а відповідний йому обов'язок зобов'язаної сторони (боржника) — боргом. Отже, зміст зобов'язання становлять
права та обов'язки його сторін.
Альтернативним є зобов'язання, в якому боржник зобов'язаний вчинити одну з двох або кількох дій. Боржник має право вибору предмета зобов'язання, якщо інше не встановлено договором, актами цивільного законодавства, не випливає із суті зобов'язання або звичаїв ділового обороту.
Факультативні зобов'язання мають місце у випадках, коли боржник зобов'язаний здійснити на користь кредитора конкретну дію, а якщо це неможливо - має право замінити її виконання іншою дією, що заздалегідь обумовлено угодою сторін.

### Види зобов'язань
Різноманітність та широка сфера застосування зобов'язань зумовлює необхідність їх класифікації. Класифікацією зобов'язань є їх поділ на типи, підтипи, види та інші класифікаційні утворення залежно від певних критеріїв.
Залежно від підстави виникнення:
- договірні- Договірні зобов'язання виникають на підставі домовленості його учасників (дво- або багатосторонній договір).
- недоговірні-Недоговірні зобов'язання виникають внаслідок інших юридичних фактів (одностороннього правочину, заподіяння шкоди, рятування майна тощо).

Залежно від виконуваної функції:
- регулятивні - належать всі види договірних та окремі види недоговірних зобов'язань [9];
- охоронні - належать інші види недоговірних зобов'язань [10];

Залежно від концентрації прав та обов'язків суб'єктів зобов'язання:
- односторонні - одна сторона має тільки права і виступає виключно як кредитор, а інша — тільки обов'язки і виступає виключно як боржник;
- двосторонні - кожний із суб'єктів має і права, і обов'язки і виступає одночасно і кредитором, і боржником;

Залежно від характеру поведінки боржника:
- з позитивним змістом - боржник зобов'язаний до вчинення певної активної дії;
- з негативним змістом - утримання від певних дій;

Залежно від цільового призначення:
- основні;
- додаткові (акцесорні) - призначені для забезпечення виконання основного зобов'язання;

Залежно від визначеності предмета виконання:
- однооб'єктні - предмет виконання становить цілком визначена дія (передати річ, надати певну послугу тощо);
- альтернативні;

### Підстави виникнення зобов'язання
Зобов'язальні правовідосини, як і будь-які інші цивільні правовідносини, виникають з юридичних фактів. Виникають із таких самих, загальних для всіх
цивільних правовідносин підстав .
- Найпоширенішою підставою виникнення зобов'язань є договір. Вони можуть виникати з договорів, які передбачено актами цивільного законодавства. З договорів, які не передбачено цими актами, але відповідають загальним засадам цивільного законодавства.

- Вчинення одностороннього правочину (публічна обіцянка винагороди).

- Виникають безпосередньо з актів органів державної влади, органів місцевого самоврядування.

- Виникають із неправомірних дій, зокрема, заподіяння шкоди, набуття або збереження майна без достатньої правової підстави.

- Інші юридичні факти (юридичні вчинки, які являють собою правомірні дії, що не є правочинами, але створюють правові наслідки внаслідок приписів закону тощо).

### Засоби забезпечення виконання зобов'язань
Засоби забезпечення виконання зобов'язань - сукупність заходів, за допомогою яких учасники договірних відносин впливають один на одного з метою спонукання до виконання зобов'язання.
Відповідно до ст. 546 ЦКУ до видів забезпечення виконання зобов'язання належать:
- неустойка;
- порука;
- гарантія;
- завдаток.
- застава;
- притримання;
- право довірчої власності
- інші види забезпечення виконання зобов'язання (наприклад, акредитив[12])

У Господарському кодексі (ст.ст. 199, 201) також передбачаються
- державні гарантії
- загальногосподарські (публічні) гарантії виконання зобов’язань